# Adolphe Rho

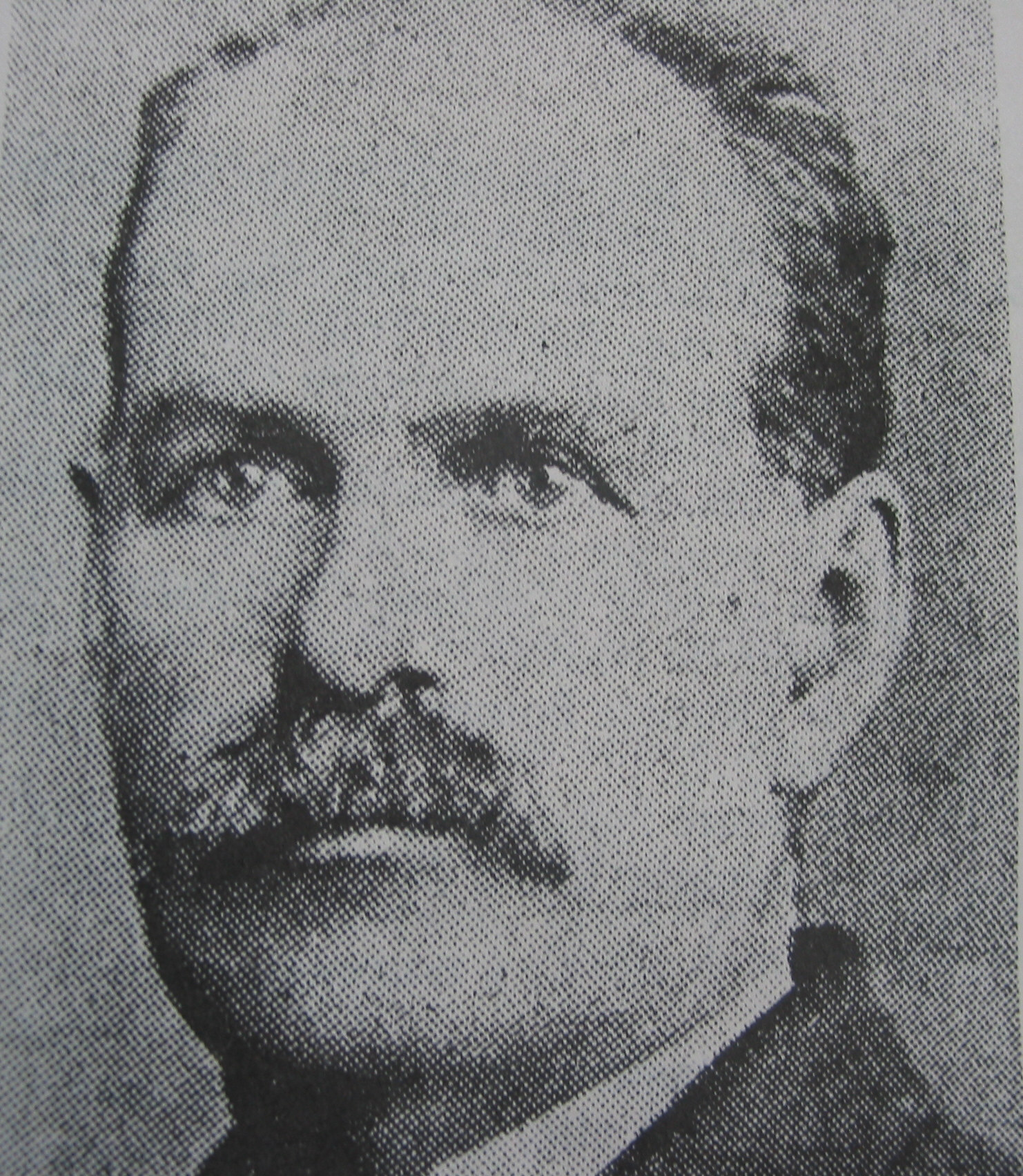
Adolphe Rho

Adolphe Rho (* 30. März 1839 in Gentilly, Niederkanada; † 6. Februar 1905 in Bécancour, Québec) war ein kanadischer Bildschnitzer, Porträtist und Maler, der vor allem für seine religiösen Kunstwerke bekannt ist.

## Leben
Adolphe Rho wurde als Sohn von Alexis Raux und Marie des Anges Girouard geboren. Schon früh zeigte er zeichnerisches Talent, das von seinem Dorfschullehrer Olivier Aubry gefördert wurde. Er nahm Zeichen- und Perspektivunterricht in Trois-Rivières und begann seine Laufbahn als Bildschnitzer. Am 6. Februar 1865 heiratete er Philomène Boisvert, mit der er zehn Kinder hatte. Nach ihrem Tod heiratete er am 13. Juli 1885 ihre Schwester Éléonore Boisvert. 

## Werk
Adolphe Rho spezialisierte sich auf religiöse Kunstwerke, darunter Gemälde und Holzschnitzereien für Kirchen in Québec. Sein bekanntestes Werk ist die Taufe Christi, die in der Franziskanerkirche in En Karem in Jerusalem hängt. Er schuf auch zahlreiche Porträts von Persönlichkeiten seiner Zeit und war für seine Liebe zum Detail und seinen traditionellen Stil bekannt. 
Obwohl Adolphe Rho zu Lebzeiten von seinen Zeitgenossen hoch geschätzt wurde, sind viele seiner Werke heute nicht mehr erhalten. Seine Holzschnitzereien, wie die Flachreliefs und der monumentale Osterleuchter in der Kirche von Gentilly, zeugen von seinem handwerklichen Können. In Montréal ist eine Straße nach ihm benannt, die Avenue Adolphe-Rho. 